# Angiografia cerebral

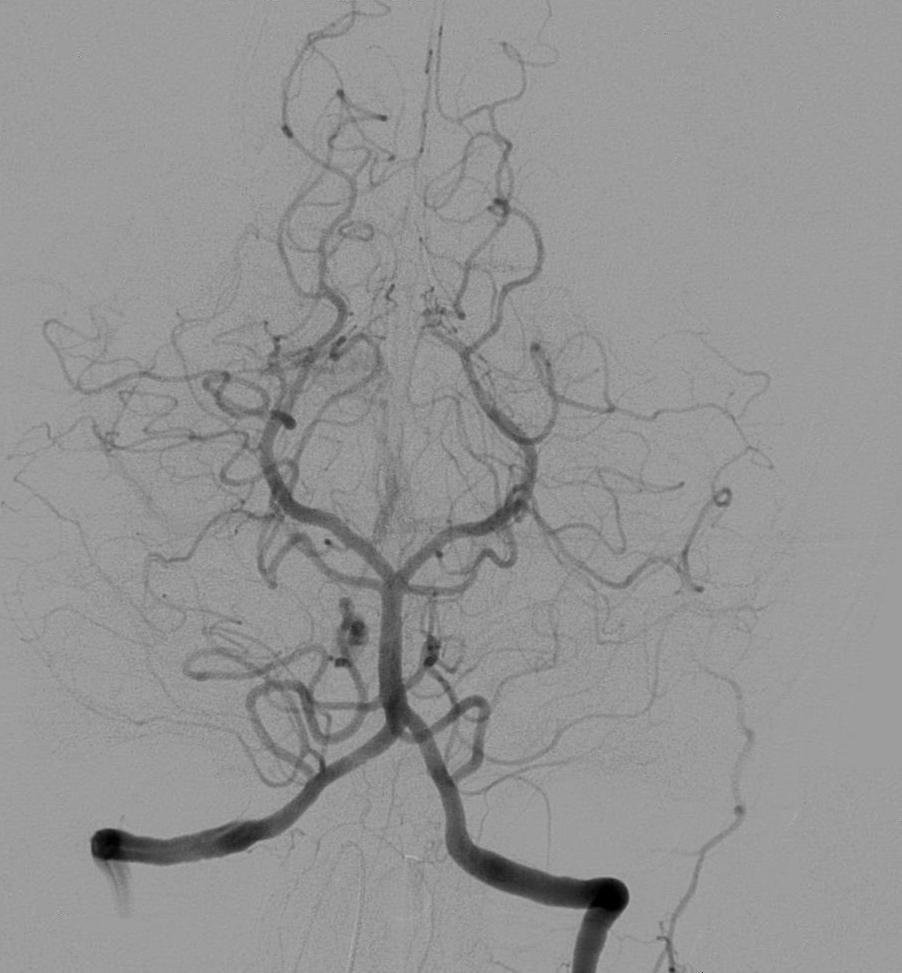
Angiografia cerebral.

A angiografia (arteriografia) cerebral é uma técnica utilizada para a detecção de anomalias dos vasos sanguíneos cerebrais - como sejam uma dilatação arterial (aneurisma), uma inflamação (arterite), uma configuração anormal (malformação arteriovenosa) ou uma obstrução vascular (acidente vascular cerebral). Foi inventada pelo médico português António Egas Moniz, que a realizou pela primeira vez com sucesso num doente vivo em 1927.
É injectado contraste radiopaco (substância visível com o Raio X) numa artéria que irriga o cérebro, revelando assim o padrão do fluxo sanguíneo cerebral nas radiografias. 
A Ressonância Magnética também pode ser utilizada para mostrar o padrão do fluxo sanguíneo das artérias do pescoço e da base do cérebro, mas as imagens apresentam uma qualidade inferior às da angiografia cerebral.

## Os trabalhos experimentais da angiografia cerebral
Numa primeira fase, a encefalografia arterial consistia em injectar na artéria carótida uma solução de iodeto de sódio a 25% com exposição simultânea do crânio aos raios X, permitindo a visualização em imagem radiográfica do sistema arterial do cérebro.
Parte dos trabalhos experimentais, nomeadamente os ensaios em animais vivos (cães), foram feitos no Instituto Rocha Cabral. 

## A angiografia cerebral e o Nobel de Fisiologia ou Medicina
Muito antes de ter sido galardoado em 1949 com o Nobel de Fisiologia ou Medicina pela descoberta da leucotomia pré-frontal no tratamento de certas psicoses, António Egas Moniz foi proposto quatro vezes (1928, 1933, 1937 e 1944) para o Prémio Nobel, todas elas a propósito da descoberta da angiografia cerebral, acumulando com a leucotomia pré-frontal em 1937 e 1944.